# Dorothea Neumann
Dorothea Neumann, (26 de enero de 1914 – 20 de mayo de 1994) a veces conocida como Dorothy Neumann o Dorothy Newman, fue una actriz de carácter estadounidense. Su carrera abarcó seis décadas e incluyó trabajos en televisión, cine y teatro.

## Biografía
Nacida en Nueva York, Neumann comenzó su carrera en el teatro. Fue una de las propietarias e intérpretes del Turnabout Theatre en las décadas de 1940 y 1950. Comenzó a aparecer en la pantalla a mediados de la década de 1940, participando en más de 130 proyectos cinematográficos y televisivos, normalmente en pequeños papeles secundarios. En 1962, Neumann interpretó a Martha en la serie western de televisión The Virginian, en el episodio titulado "Big Day, Great Day". Era especialmente conocida por interpretar personajes de los géneros de terror y fantasía, como brujas, ancianas y gitanas. Interpretó a la asesina Leona Durant en el episodio "The Case of the Madcap Modiste" de la temporada 3, episodio 22, de Perry Mason.
Entre sus proyectos cinematográficos más destacados se encuentran Sorry, Wrong Number, The Terror, Ghost of Dragstrip Hollow y The Snake Pit. En la pequeña pantalla, apareció en series de televisión como Twilight Zone ("Mr Bevis"), Leave It to Beaver ("Community Chest"), The Addams Family ("Morticia Joins the Ladies League"), The Man from U.N.C.L.E. ("The Iowa Scuba Affair"), 'The Andy Griffith Show ("Ellie for Council", "A Plaque for Mayberry", y "Deputy Otis", todas como Rita Campbell), y Bewitched ("The Crone of Cawdor"). Neumann fue miembro de los Yale Puppeteers, en el Turnabout Theater de Los Ángeles, California, en la década de 1940.[cita requerida]

## Vida personal y muerte
Neumann era judía. Murió por complicaciones pulmonares y le sobrevivieron dos sobrinas, dos sobrinos y siete sobrinos nietos. Tras su muerte, sus cenizas fueron entregadas a una sobrina en Encinitas, California.